# Флоренсио, Рикардо Соарес
Рикардо Соарес Флоренсио (порт. Ricardo Soares Florêncio; 18 июня 1976, Олинда, Пернамбуку), более известный под именем Руссо (порт. Russo) — бразильский футболист, правый защитник.

## Карьера
Руссо, воспитанник клуба «Спорт Ресифи», начал привлекаться к выступлениям основы в 1995 году, а год спустя уже стал игроком стартового состава и выиграл свой первый титул, чемпиона штата Пернамбуку. В следующем году Руссо перешёл в клуб «Витория», с которым выиграл чемпионат штата Байя. В том же году, 10 сентября дебютировал в сборной Бразилии в товарищеском матче с Эквадором, а затем участвовал в победном для Бразилии кубке конфедераций. После этого вернулся в «Спорт», выиграв с командой ещё один чемпионат штата.
Затем Руссо играл за «Крузейро», выиграв с клубом чемпионат штата Минас-Жерайс, вновь за «Викторию» и за клуб «Ботафого», в котором не смог завоевать место в основном составе команды. Руссо вернулся в «Спорт», где выиграл свой очередной титул, а потом играл за клубы «Сантос», «Сан-Каэтано» и «Васко да Гама», где стал лидером обороны команды, проведя 44 матча за 2 сезона. Из «Васко» Руссо перешёл в московский «Спартак», подписав контракт на 3 года. За клуб провёл две игры — 17 мая в гостевом матче против «Ротора» (1:1) вышел после перерыва, 24 сентября в первом, домашнем матче 1/64 Кубка УЕФА против датского «Эсбьерга» (2:0) вышел на 87-й минуте. Стать игроком основы не смог, ему не доверял главный тренер клуба Невио Скала, а сильным характером, чтобы «отвоевать» место в основе Руссо не обладал, в результате чего спустя полгода вернулся в Бразилию. Там он играл на правах аренды в «Спорте», а затем уже подписал контракт с клубом. В 2007 и 2008 году выступал за клуб «Санта-Круз». Затем играл за «Сентрал» (Каруару), «Анаполину» и клуб «Бразил Фарраупилья».
Завершив карьеру футболиста в 2010 году, Руссо поселился в Ресифи.

## Достижения
- Чемпион штата Пернамбуку: 1996, 1998, 2000, 2007
- Чемпион штата Байя: 1997
- Обладатель кубка Нордесте: 1997, 1998
- Обладатель кубка конфедераций: 1997
- Чемпион штата Минас-Жерайс: 1998